# Convention de Faro
La Convention-cadre du Conseil de l'Europe sur la valeur du patrimoine culturel pour la société (Convention de Faro) est un traité multilatéral du Conseil de l'Europe, amenant les états signataires à s'entendre pour la préservation, la connaissance et la pratique du patrimoine culturel et de prévaloir le droit aux citoyens d'accéder à ce patrimoine et d'y participer.
Elle en appelle également à présenter le patrimoine culturel comme une ressource servant au développement humain, à la valorisation des diversités culturelles et à la promotion du dialogue interculturel qu’à un modèle de développement économique suivant les principes d’usage durable des ressources.

## Adoption, signature et ratification

### Processus général
La convention a été adoptée par le Comité des Ministres du Conseil de l'Europe, le 13 octobre 2005. Elle a été conclue et signée le 27 octobre 2005 à Faro, au Portugal. La convention est entrée en vigueur le 1er juin 2011.
Lors d'une réunion prévue les 27 et 29 mai 2013, le Comité directeur de la culture, du patrimoine et du paysage a élaboré le Plan de développement de Faro (révisé les 4 et 5 novembre 2014) série d'actions visant à promouvoir la Convention de Faro afin d'augmenter le nombre de ratifications et d'assurer la mise en œuvre des principes proclamés par la Convention.
| Signataire         | Signature  | Ratification | Entrée en vigueur |
| ------------------ | ---------- | ------------ | ----------------- |
| Albanie            | 27/10/2005 |              |                   |
| Arménie            | 27/10/2005 | 22/08/2012   | 01/12/2012        |
| Autriche           | 05/06/2014 | 23/01/2015   | 01/05/2015        |
| Belgique           | 25/06/2012 | 13/05/2022   | 01/09/2022        |
| Bosnie-Herzégovine | 15/10/2008 | 30/04/2009   | 01/06/2011        |
| Bulgarie           | 27/10/2005 |              |                   |
| Chypre             | 19/02/2021 |              |                   |
| Croatie            | 27/10/2005 | 06/06/2007   | 01/06/2011        |
| Espagne            | 12/12/2018 | 07/04/2022   | 01/08/2022        |
| Estonie            | 18/03/2021 | 15/04/2021   | 01/08/2021        |
| Finlande           | 01/06/2017 | 31/05/2018   | 01/09/2018        |
| Géorgie            | 01/09/2010 | 04/02/2011   | 01/06/2011        |
| Hongrie            | 08/06/2012 | 27/11/2012   | 01/03/2013        |
| Italie             | 27/02/2013 | 15/12/2020   | 01/04/2021        |
| Lettonie           | 27/10/2005 | 26/04/2006   | 01/06/2011        |
| Luxembourg         | 31/01/2006 | 18/05/2011   | 01/09/2011        |
| Macédoine du Nord  | 24/09/2010 | 08/07/2011   | 01/11/2011        |
| Moldavie           | 11/01/2008 | 01/12/2008   | 01/06/2011        |
| Monténégro         | 21/09/2007 | 11/03/2008   | 01/06/2011        |
| Norvège            | 27/10/2008 | 27/10/2008   | 01/06/2011        |
| Pays-Bas           | 10/01/2024 |              |                   |
| Pologne            | 10/05/2021 | 29/11/2022   | 01/03/2023        |
| Portugal           | 27/10/2005 | 28/08/2009   | 01/06/2011        |
| Roumanie           | 17/02/2025 |              |                   |
| Saint-Marin        | 19/05/2006 | 21/02/2024   | 01/06/2024        |
| Serbie             | 21/09/2007 | 29/07/2010   | 01/06/2011        |
| Slovénie           | 19/01/2006 | 17/09/2008   | 01/06/2011        |
| Slovaquie          | 23/05/2012 | 16/08/2013   | 01/12/2013        |
| Suisse             | 10/04/2019 | 07/11/2019   | 01/03/2020        |
| Ukraine            | 31/10/2007 | 09/01/2014   | 01/05/2014        |

## Plan d'Action de la Convention de Faro
Depuis 2013, le Conseil de l'Europe anime des Plans d'action d'action de la Convention de Faro biannuels concernant la promotion, l''interprétation et l'application de la Convention de Faro. Pour mener à bien ses plans d'action, le Conseil de l'Europe s’appuie sur le Réseau européen de la Convention de Faro. Ce réseau européen réunit des groupes d’acteurs de terrain et des communautés patrimoniales menant dans les villes et régions des États membres du Conseil de l'Europe des actions locales conformément aux principes de la Convention de Faro,. Pour la France, les membres du réseau sont la coopérative d'habitants Hôtel du Nord à Marseille et la plateforme coopérative Les oiseaux de passage à Poitiers. 
En 2013, Marseille a accueilli le Forum de Marseille sur la valeur sociale du patrimoine et la valeur du patrimoine pour la société, soutenu par le Conseil de l’Europe et l’Union européenne dans le cadre d’un programme joint de promotion et de mise en œuvre de la Convention de Faro. Ce forum a été initié par les maires de Marseille des arrondissements de Marseille et de Vitrolles ayant adhéré aux principes de la Convention de Faro. Il a été coordonné par la coopérative d’habitants Hôtel du Nord, membre du Réseau de la Convention de Faro, et cofinancé notamment par Marseille-Provence 2013 et le Conseil général des Bouches-du-Rhône. A cette occasion, le Conseil de l'Europe a publié une brochures sur « Les initiatives locales de l’expérience Marseille ».
En 2019, le Réseau de la Convention de Faro a organisé sa rencontre annuelle à Bordeaux les 19 et 20 décembre 2018 en coopération avec la  Région Nouvelle Aquitaine  et le réseau aquitain des Volontaires pour les Droits culturels.

## L'adhésion aux principes de la Convention de Faro
En 2009, la sénatrice maire du 8ème secteur de Marseille a signé symboliquement son « adhésion aux principes énoncés par la Convention-cadre sur la valeur du patrimoine pour la société du Conseil de l’Europe » (Convention de Faro) en présence du Conseil de l’Europe, des représentants des collectivités locales et des habitants, associations et entreprises impliqués dans la mise en valeur des patrimoines. Depuis, plusieurs collectivités locales et élus locaux ont fait de même en France et en Europe. Ce processus fait l’objet d’une Application de Faro « Adhésion locale à la Convention de Faro » disponible auprès du Conseil de l’Europe depuis 2019. 
Entre 2009 et 2013, des élus locaux vont adhérer symboliquement aux principes de la Convention de Faro : Samia Ghali, sénatrice maire du 8ème secteur de Marseille (2009), Lisette Narducci, maire du 2ème secteur de Marseille (2011), Loïc Gachon, Maire de Vitrolles (2012), Garo Hovsépian, maire du 7ème secteur de Marseille (2012). Dans le cadre de la candidature de la ville et de la métropole Rouen Normandie au titre de capitale européenne de la culture 2028, M. Nicolas Mayer-Rossignol, maire de Rouen et président de la métropole, s'est de même engagé en octobre 2022. 

### Sources et bibliographie
- « Etat des signatures et ratifications du traité », sur Conseil de l'Europe, Bureau des Traités (consulté le 1er septembre 2022)  : document utilisé comme source pour la rédaction de cet article.